# Nikolaus Weis
Nikolaus Weis (* 24. April 1905 in Leiwen; † 14. Mai 1971 in Trier) war ein deutscher Politiker der CDU.

## Leben
Nach dem Besuch der Volksschule ließ sich Weis im Betrieb seiner Eltern zum Schuhmacher ausbilden. Nach bestandener Gesellenprüfung war er in mehreren Betrieben tätig. 1928 übernahm er den St. Urbanshof, einen Betrieb für Winzerei und Handwerk, von seinen Eltern. 1938 machte er schließlich die Meisterprüfung im Schuhhandwerk. Später engagierte er sich vor allem im Weinbau. So gründete er 1947 eine zweite Firma. Diese Firma für Rebenveredelung war ausschließlich im Weinbaugebiet Mosel-Saar-Ruwer aktiv. Außerdem setzte er sich auch politisch für die Belange der Winzer ein und beteiligte sich an der Flurbereinigung und den Betriebsaussiedlungen.

## Politik
Weis trat 1945 der CDU bei, nachdem er vor 1933 der Zentrumspartei nahestand. Ein Jahr nach seinem Parteieintritt zog er in den Gemeinderat und die Amtsvertretung ein. 1950 wurde er Mitglied der Landwirtschaftskammer Rheinland-Nassau, ein Jahr später zog er in den Landtag von Rheinland-Pfalz ein, dem er bis zu seinem Tod angehörte.

## Ehrungen
Weis wurde 1970 zum Ökonomierat ernannt.
| Personendaten    | Personendaten                                                          |
| ---------------- | ---------------------------------------------------------------------- |
| NAME             | Weis, Nikolaus                                                         |
| KURZBESCHREIBUNG | deutscher Schuhmacher, Winzer und Politiker (CDU), MdL Rheinland-Pfalz |
| GEBURTSDATUM     | 24. April 1905                                                         |
| GEBURTSORT       | Leiwen                                                                 |
| STERBEDATUM      | 14. Mai 1971                                                           |
| STERBEORT        | Trier                                                                  |